# 1727 w muzyce

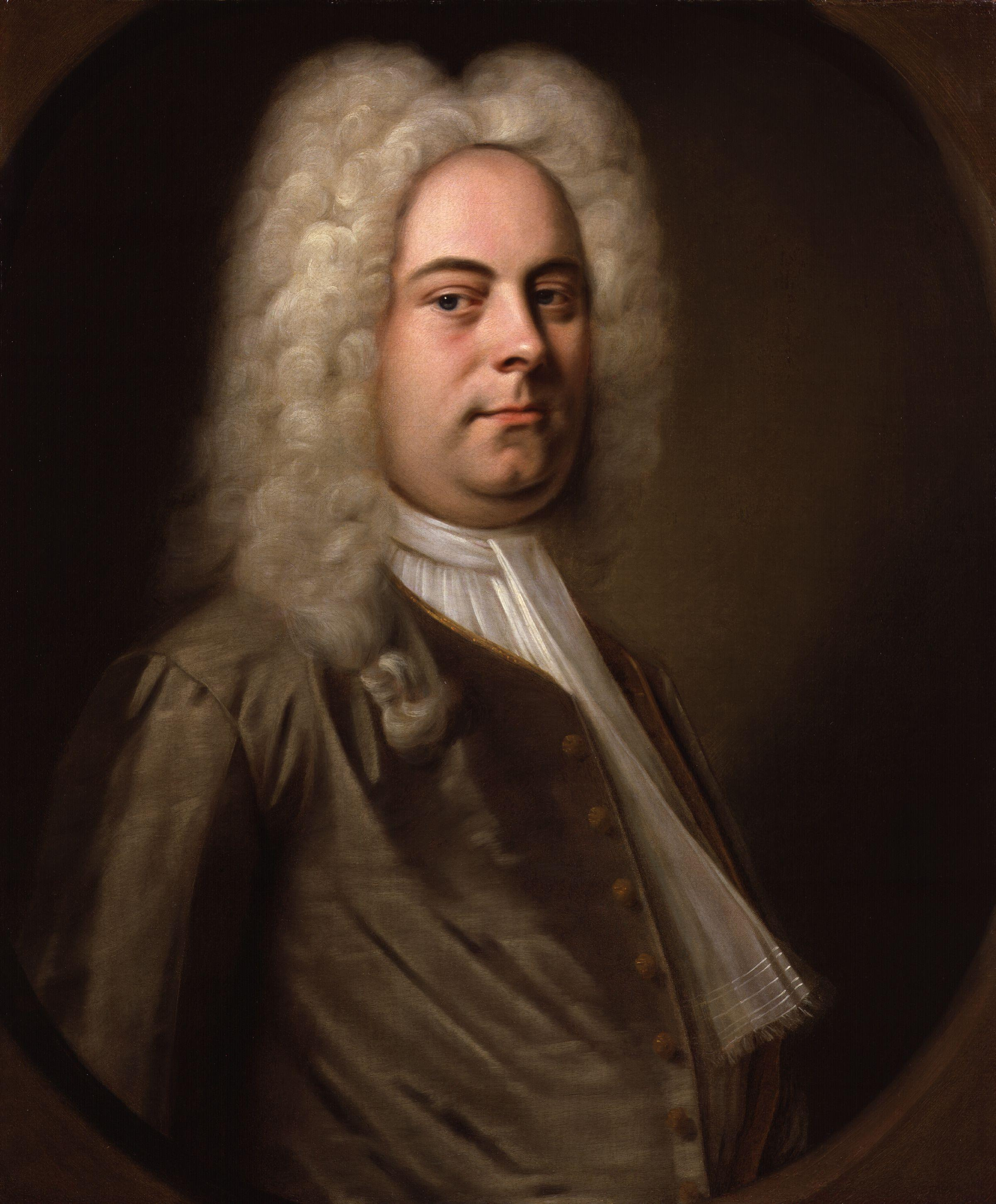
Georg Friedrich Händel w 1727 roku

Wydarzenia muzyczne w 1727 roku.

## Dzieła
- Joseph Bodin de Boismortier – Sonates pour la flute traversiere avec la basse
- Georg Friedrich Händel – Zadok the Priest (hymn koronacyjny dla Jerzego II)
- Jan Dismas Zelenka – Missa Corporis Domini
- Jan Dismas Zelenka – Missa Charitatis
- Jan Dismas Zelenka – De profundis w c
- Jan Dismas Zelenka – Lauda Jerusalem w F
- Jan Dismas Zelenka – Magnificat w C
- Jan Dismas Zelenka – Alma Redemptoris Mater w A
- Jan Dismas Zelenka – Salve Regina w a
- Jan Dismas Zelenka – Litaniae de Venerabili Sacramento w C
- Jan Dismas Zelenka – Litaniae Xaverianae w c

## Dzieła operowe
- Antonio Vivaldi – Farnace

## Urodzili się
- 14 marca[a] – Johann Gottlieb Goldberg, niemiecki kompozytor i klawesynista (zm. 1756)
- 30 marca – Tommaso Traetta, włoski kompozytor (zm. 1779)
- 5 kwietnia – Pasquale Anfossi, włoski kompozytor, przedstawiciel szkoły neapolitańskiej w operze (zm. 1797)
- 15 czerwca – Marie Favart, właśc. Marie-Justine Benoîte Duronceray, francuska śpiewaczka i aktorka teatralna (sopran) (zm. 1772)
- 23 sierpnia – Friedrich Hartmann Graf, niemiecki kompozytor i flecista (zm. 1795)
- 9 października – Johann Wilhelm Hertel, niemiecki kompozytor i klawesynista (zm. 1789)

Data dzienna nieznana
- Jean-Georges Noverre, francuski tancerz i choreograf (zm. 1810)

## Zmarli
- 22 marca – Francesco Gasparini, włoski kompozytor, kapelmistrz, chórmistrz i pedagog okresu baroku (ur. 1661)
- 14 sierpnia – William Croft, brytyjski kompozytor i organista (ur. 1678)
- 1 grudnia – Johann Heinrich Buttstett, niemiecki kompozytor, organista i teoretyk muzyki (ur. 1666)